# Esporte Clube Caaporã
Esporte Clube Caaporã é uma agremiação esportiva de Caaporã, no estado da Paraíba.
Fundado em 2006, jogou o Campeonato Paraibano da Segunda Divisão em 2008, ficando na penúltima posição na classificação geral

## Desempenho em Competições

### Campeonato Paraibano - 2ª divisão[2]
| Ano  | Posição            |
| 2008 | 5º (Vice-Lanterna) |